# Thierry Marien
Thierry Marien (Antwerpen, 2 oktober 1992) is een Belgisch professioneel basketbalspeler.

## Carrière
Hij speelde in de jeugd van Ticino Merksem en Antwerp Giants voordat hij ging spelen in 2010 voor Gembo Borgerhout waarmee hij zijn profdebuut maakte. Hij speelde in het seizoen 2015/16 een seizoen in de hoogste klasse bij Okapi Aalst. Van 2016 tot 2017 speelde hij voor Basics Melsele en nadien tot 2019 voor Basket Waregem. Vanaf 2019 tot 2021 speelde hij voor Kontich Wolves. In maart 2021 maakte hij de overstap naar Basket Willebroek.
Marien is ook actief in het 3×3-basketbal en is een van de bezielers van de nationale 3x3 ploeg samen met Nick Celis. Hij wist zich met de 3x3 Belgian Lions te kwalificeren voor de Olympische Spelen waar ze vierde werden. Hij speelde lange tijd voor Team Antwerp maar richtte in 2022 een nieuw team op Team Merksem. In augustus 2023 werd hij voor drie jaar geschorst net zoals Nick Celis voor het organiseren van fictieve wedstrijden in de aanloop van de kwalificatie voor de Olympische Spelen.
In januari 2025 werd het gesjoemel met spookwedstrijden als bewezen geacht door de correctionele rechtbank van Antwerpen. Hierdoor werd Marien veroordeeld tot een werkstraf, en een geldboete. Bovendien hangen nog meerdere schadeclaims van onder meer de Hongaarse basketbalbond boven het hoofd van het toenmalige 3x3 basketbalteam.

## Erelijst

### World Tour
- 2021:  4e Olympische Spelen
- 2021:  WT Lausanne
- 2021:  WT Abu Dhabi